# أنطونيو بوتيلهو
أنطونيو بوتيلهو هو لاعب كرة قدم برتغالي في مركز حراسة المرمى، ولد في 8 مايو 1947 في لشبونة في البرتغال. شارك مع منتخب البرتغال لكرة القدم. أما مع النوادي، فقد لعب مع أتليتيكو كلوب دي برتغال وسبورتينغ لشبونة ونادي بوافيشتا.

## وصلات خارجية
- أنطونيو بوتيلهو على موقع قاعدة بيانات كرة القدم.إي يو (الإنجليزية)
- أنطونيو بوتيلهو على موقع ناشيونال فوتبول تيمز (الإنجليزية)